# Étienne Eggis
 Étienne Eggis (* 25. Oktober 1830 in Freiburg im Üechtland; † 13. Februar 1867 in Berlin) war ein Schweizer Journalist und Schriftsteller.

## Leben
Eggis verdiente seinen Lebensunterhalt als Präzeptor am Hof des bayerischen Königs Maximilian II. Joseph. In diese Zeit datieren auch seine ersten literarischen Versuche, mit denen der Schriftsteller Jules Janin auf Eggis aufmerksam wurde und begann dessen Talent zu fördern.
Als Eggis wieder nach Paris zurückgekehrt war, konnte er mit Janins Unterstützung mit „En causant avec la lune“ erfolgreich debütieren. In einem literarischen Salon machte Eggis die Bekanntschaft mit dem Literaturkritiker Arsène Houssaye, durch den er wenig später die Möglichkeit Mitglied mehrerer Zeitungsredaktionen zu werden. In der folgenden Zeit schrieb Eggis im Brotberuf unter anderem für den Münchner Kurier, Journal de Fribourg, Tintamarre, Le Corsaire, Le Figaro und weitere.
Im Herbst 1855 unternahm Eggis eine Reise nach und durch Belgien und Deutschland, von der er auch regelmäßig seinen Lesern berichtete. In den letzten Jahren seines Lebens war Eggis von Krankheit gezeichnet und er starb im Alter von 36 Jahren in Berlin an Tuberkulose.
Eggis Halbbruder war der Schweizer Bankier Adolphe d’Eggis (1855–1941).

## Werke (Auswahl)
- En causant avec la lune. Gedichte. 1851.
- Chant pour l’ouverture de chemin de fer. 1862.
- Pierre Moehr, ou la vie d’un ouvrier fribourgeois à l’époque du. Sonderbund 1845/47.
- Les Schnappseurs. Fantaisie d’un soir d’hiver, suivi d’une pièce de vers inédite. 1862.
- Voyages aux pays du cœur. Gedichte. 1853.
- Voyage au Champs-Élysées. 1854.